# Siham Bouhlal
Siham Bouhlal (Casablanca, 1966) è una scrittrice, poetessa, traduttrice e medievalista marocchina di lingua francese.
Nata a Casablanca da genitori originari di Fes, vive in Francia dal 1984.

## Vita e produzione letteraria
Dottore in Letteratura presso l'Università di Parigi "Sorbona", si dedica alla traduzione di testi medievali.
Nei suoi lavori si occupa di varie tematiche come: il funzionamento della società arabo-musulmana classica, gli usi e costumi della società araba e la pratica dell'Islam attraverso i secoli.

## Pubblicazioni
- Et ton Absence se fera Chair, 2015, Éditions Yovana
- Poèmes bleus, St. Benoît du Sault 2005, Tarabuste
- Songes d’une nuit berbère, ou La tombe d’épines, mit D. de Bournazel, Paris 2007, Al Manar
- Corps lumière, mit D. d. Bournazel, Paris 2008, Al Manar
- Princesse Amazigh, Paris 2009, Al Manar
- Tombeau/Das Grab, mit K. Zylla, Paris 2009, Al Manar
- Étreintes, mit A. Woda, Paris 2010, Al Manar
- Mort à vif, mit M. Binebine, Paris 2010, Al Manar
- Arabiens Wohlgerüche, in: Lettre International 94, Berlin 2011
- Buch des Brokats, in: Lettre International 105, Berlin 2014

| Controllo di autorità | VIAF (EN) 22375044 · ISNI (EN) 0000 0000 7842 8171 · LCCN (EN) nb2004315095 · GND (DE) 139782168 · BNF (FR) cb14513893j (data) · J9U (EN, HE) 987007344035205171 |